# Музыкальное издательство П. И. Юргенсона

«П. Юргенсон» — музыкально-издательская фирма П. И. Юргенсона, специализировавшаяся в области издания музыкальной литературы, продажи музыкальных товаров.
Музыкальное издательство располагалось по адресу: г. Москва Хохловский переулок д. 7-9, строение 2 в палатах дьяка Украинцева.

## История
Музыкальное издательство П. И. Юргенсона было открыто в 1861 году в Москве. Основатель фирмы, П. И. Юргенсон, был знаком с нотноиздательстким делом, изучал его на практике.  Фирма занималась торговлей книг и их изданием. Первоначально печатали только ноты, впоследствии и книги по музыке.
Первыми изданиями фирмы были духовно-музыкальные сочинения Д. Бортнянского, Б. Галуппи, С. Давыдова, М. Березовского, сочинения Д. С. Бортнянского в 10 томах под редакцией П. И. Чайковского.
Фирма П. И. Юргенсона выпускала также учебную литературу, оркестровые партитуры. В её торговых залах действовала бесплатная читальня музыкальных изданий.  Для нотопечатания поставлялось новейшее оборудование, работники обучались нотопечатанию.
В 1911 году фирма представляла собой большое предприятие с залами гравёров, наборщиков, печатными, переплётными и брошюровочными цехами, складами для хранения печатных досок и  продукции. К этому времени только в печатне работало 96 человек. Фирма скупала мелкие издательства, предпринимала меры по удешевлению выпускаемых изданий. Кроме Москвы, фирма открывала нотные магазины в Европе и Америке.
После смерти П. И. Юргенсона, его дело перешло к сыну, Борису Петровичу Юргенсону.  В 1918 году, после октябрьского переворота, имущество Юргенсонов было национализировано и фирма прекратила своё существование . 
За свою историю фирма напечатала около 500 произведений русских композиторов,  29 тыс. нотных изданий музыкальных произведения разных жанров, около 150 книг по истории музыки.  Печатались произведения композиторов А. Даргомыжского, А. Варламова, А. Алябьева, Д. Бортнянского, И. Стравинского, С. Танеева, Н. Метнера, С. Рахманинова, М. И. Глинки и др.
Для изданий церковно-певческой музыки пришлось отсудить монопольные права у Придворной певческой капеллы.
После перехода фирмы под контроль Советского государства, на её базе был создан издательский подотдел Музыкального отдела Народного комиссариата Просвещения, преобразованный в 1930-м г. в Государственное музыкальное издательство («Музгиз»), а в 1963-м — в издательство «Музыка».
В 2004 году, по инициативе генерального директора издательства «Музыка»  и президента Международного благотворительного фонда П.И.Чайковского Марка Александровича Зильберквита музыкальное издательство «П.Юргенсон» было воссоздано. Идею восстановления знаменитого торгового названия поддержал правнук основателя фирмы Борис Петрович Юргенсон-младший.

## Награды
С 1872 по 1908 годы фирма получила 15 наград на российских и международных промышленных и книжных выставках.

## Фотогалерея

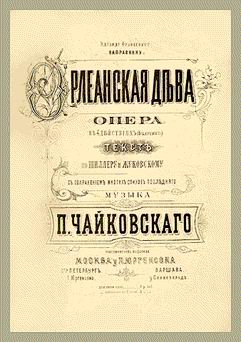
Партитура оперы П.И.Чайковского "Орлеанская дева" изд. П. Юргенсона
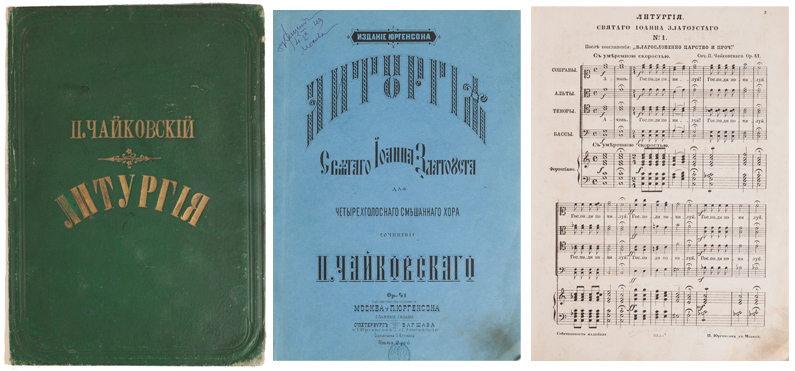
Издание П. Юргенсона. Литургия П. И. Чайковского
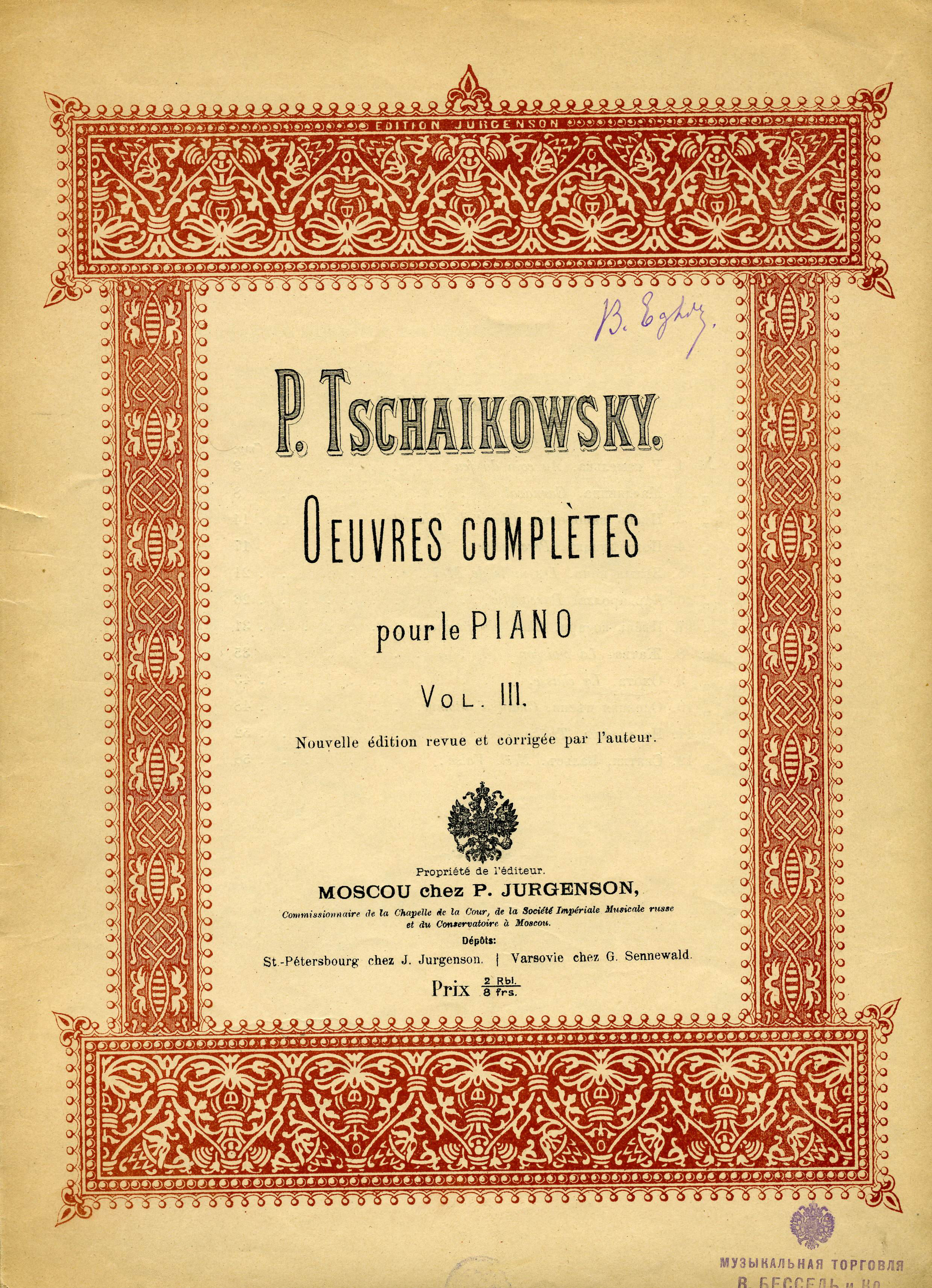
Издание П. Юргенсона. Сочинения П. И. Чайковского
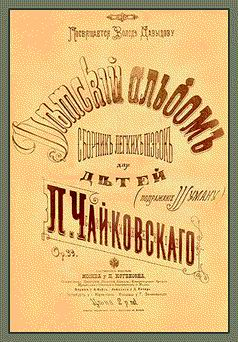
Издание П. Юргенсона. Детский альбом П. И. Чайковского